# Tournefortia scabrida
Tournefortia scabrida är en strävbladig växtart som beskrevs av Carl Sigismund Kunth. Tournefortia scabrida ingår i släktet Tournefortia och familjen strävbladiga växter. Inga underarter finns listade i Catalogue of Life.